# Fibroblast

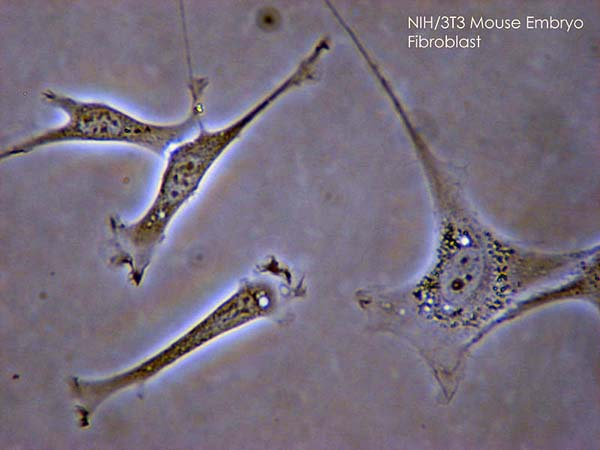
Fibroblasten eines Mausembryos

Der Fibroblast ist die ortsständige spezifische Zelle des Bindegewebes. Darüber hinaus kommen Fibroblasten auch als bewegliche freie Zellen im Interstitium vor. Fibroblasten sind mesenchymaler Herkunft. Sie spielen eine wichtige Rolle bei dem Auf- und Abbau der Zwischenzellsubstanz, der extrazellulären Matrix. Zu den Produkten von Fibroblasten gehören hauptsächlich Kollagenfasern, welche zusammen mit den ebenfalls gebildeten Proteoglykanen für eine erhöhte Festigkeit der extrazellulären Matrix sorgen. Fibroblasten ohne Stoffsynthese werden Fibrozyten genannt. Eine Sonderform ist der Myofibroblast, der neben seiner Rolle bei der Synthese extrazellulärer Matrix auch Eigenschaften der glatten Muskelzelle hat. Bei bestimmten Lebensvorgängen, beispielsweise bei der Wundheilung, können Fibroblasten vorübergehend Eigenschaften eines Myofibroblasten annehmen.
Fibroblasten besitzen einen ovalen Zellleib und haben viele lange irreguläre zytoplasmatische Fortsätze. Die Zellfortsätze können mit Zellfortsätzen anderer Fibroblasten in Kontakt treten und Zonulae occludentes ausbilden. Das Zellplasma ist reich an Ergastoplasma, enthält also viel raues ER und einen gut entwickelten Golgi-Apparat. In der histologischen Färbung verhält es sich basophil, ist aber mit Standardfärbungen kaum darstellbar. Der Zellkern ist hell, oval und besitzt einen oder zwei deutliche Nucleoli.
Fibroblasten sind auch zur Phagocytose fähig. Sie können auch Enzyme für den physiologischen Abbau von Kollagenen synthetisieren, die Kollagenasen, was für Umbauvorgänge von Bedeutung ist. Neben dem Aufbau von Bindegewebe sind Fibroblasten ein wesentliches Element bei der Wundheilung. In der ersten Phase der Wundheilung stabilisieren sie das neugebildete Gewebe. Auch bei Entzündungen spielen Fibroblasten eine Rolle, und damit bei Erkrankungen wie Rheuma oder Morbus Dupuytren.
Fibrome sind gutartige, von den Fibroblasten ausgehende Tumoren, bösartige nennt man Fibrosarkome.